# Esquarterament

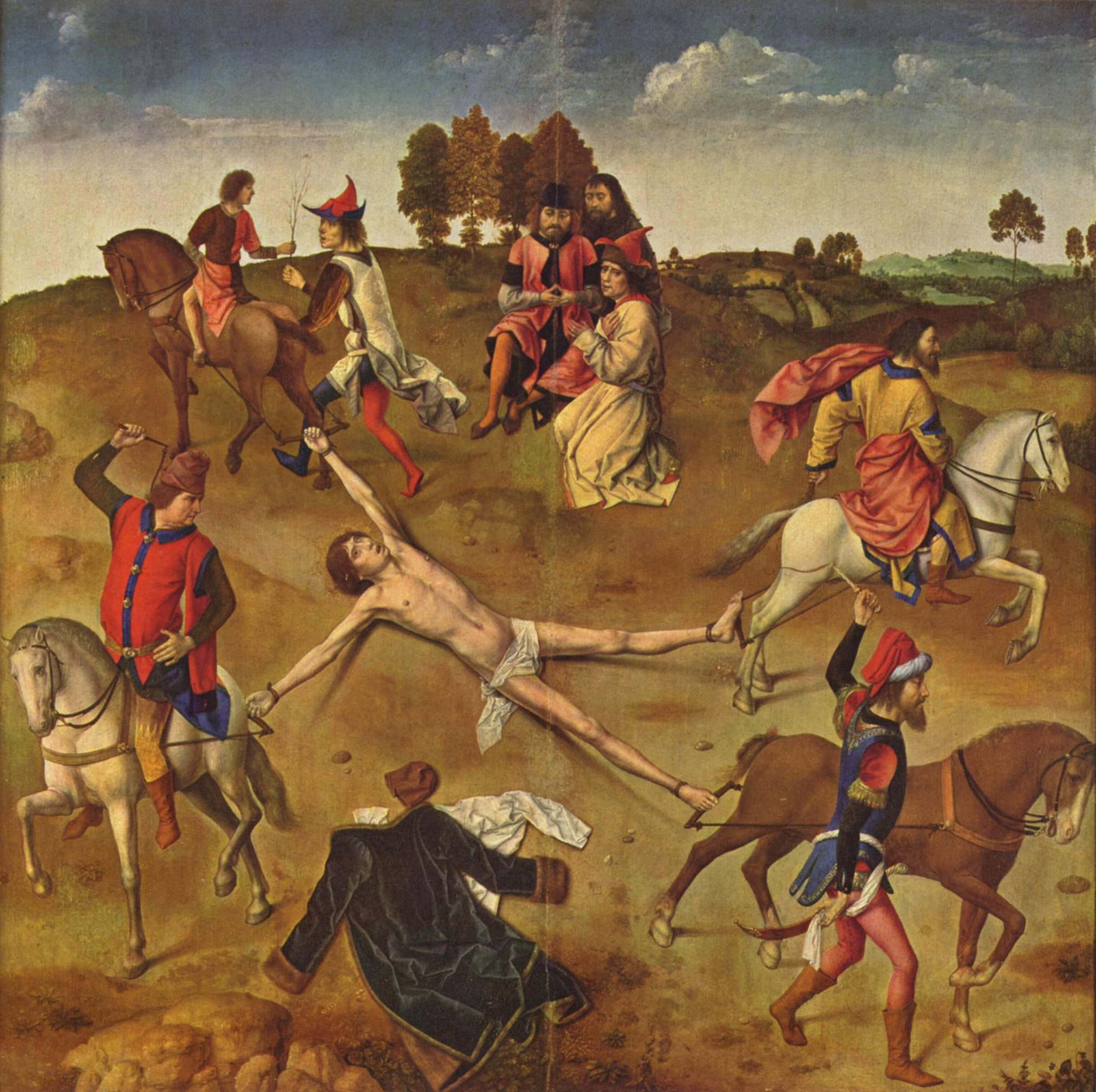
Esquarterament

L'esquarterament és una tècnica de tortura en la qual es desprenen els membres a la víctima.

## Història
El desmembrament va ser usat en diverses ocasions durant la conquesta d'Amèrica sobre els indígenes, usualment amb cavalls, lligant cada extremitat a un animal i atiant-los perquè augmentessin la tensió. En casos de víctimes importants se'ls lligava, a més, el cap, i era exhibit a la plaça del poble.

### Víctimes notables

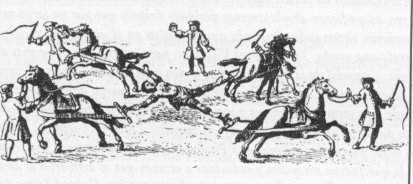
Esquarterament de Túpac Amaru

- Jacques Clément (1567 - 1589) va ser un clergue activista catòlic francès que, durant els preparatius del setge de París pel rei Enric III de França al castell del Saint Cloud, va aconseguir apunyalar-lo amb l'excusa de lliurar-li un missatge personal. Els crits del rei van alertar als seus guàrdies armats que van executar la pena a Clément, el cos del qual va ser sotmès posteriorment a l'esquarterament i la foguera.
- François Ravaillac: (1578 - 1610) va ser l'assassí del Rei Enric IV de França el dia de la festa de la consagració de la Reina, llançant-se sobre la carrossa reial i apunyalant el rei en dues ocasions. Ravaillac va ser ràpidament capturat i dies després conduït a la plaça de la Grêve. Allà se li van cremar diverses parts del cos (pit, malucs i cames) amb ferros roents. La mà executora del crim va ser cremada amb sofre cremant i a les ferides de les cremades s'hi va abocar una barreja de plom fos, oli bullent i resina ardent. Una vegada acabat això, va ser lligat de mans i cames a quatre cavalls i va ser esquarterat. Els seus membres van ser cremats i tot el seu cos va quedar reduït a cendres.
- Robert François Damiens (1715 - 1757) va ser l'autor de la temptativa d'assassinat contra Lluís XV de França. En condicions particularment atroces, el seu suplici va durar dues hores.
- Túpac Amaru II (1742 - 1781), probable descendent de l'inca Túpac Amaru I, va ser un líder quítxua que va encapçalar la primera i major rebel·lió de cort independentista en el Virregnat del Perú. A la plaça d'armes del Cuzco, Túpac Amaru va ser obligat, tal com assenyalava la sentència, a presenciar l'execució de tota la seva família. Se'l va intentar esquarterar lligant cada una de les seves extremitats a cavalls, cosa que no es va aconseguir després de diversos intents, per la qual cosa finalment es va optar per decapitar-lo i posteriorment esquarterar-lo. El seu cap va ser col·locat en una llança exhibida a Cuzco i Tinta, els seus braços a Tungasuca i Carabaya, i les seves cames a Levitaca i Santa Rosa.